# 3482 Lesnaya
3482 Lesnaya је астероид главног астероидног појаса чија средња удаљеност од Сунца износи 2,782 астрономских јединица (АЈ).
Апсолутна магнитуда астероида је 12,2.